# Franz Greve
Franz Greve (5. September 1844 in Münster – 12. Mai 1892 in Hamburg) war ein deutscher Opernsänger (Bariton).

## Leben
Greve war zunächst als Bankbeamter in München tätig, und erst in höherem Alter entschloss er sich seine großen und umfangreichen Stimmmittel zu verwerten. Er war von 1882 bis 1888 als Baritonist in Zürich, Mainz und wirkte von 1888 bis zu seinem Tod als Vertreter erster, hauptsächlich heroischer Baritonpartien am Stadttheater Hamburg.
In Partien wie der des „Nelusco“ in Meyerbeers Africaine, des „Pizarro“ im Fidelio, des „Telramund“ im Lohengrin, des „Grafen Luna“ im Troubadour von Verdi, des „Herrn Fluth“ in den Lustigen Weibern von Windsor von Nicolai und des „Wotan“ in den Opern des Ring-Zyklus hatte er beim Publikum großen Erfolg.
Er war verheiratet mit der Opernsängerin Katharina Klafsky (1855–1896), die ebenfalls an der Hamburger Oper engagiert war.